# Salouf
Salouf (oficialmente hasta 1943 en alemán: Salux) era una comuna suiza del cantón de los Grisones, situada en el distrito de Albula, círculo de Surses. Limitaba al norte con las comunas de Stierva y Mon, al este con Cunter, al sur con Riom-Parsonz, y al oeste con Ferrera, Andeer y Zillis-Reischen. El 1 de enero de 2015 se fusionó con las antiguas comunas de Bivio, Cunter, Marmorera, Mulegns, Riom-Parsonz, Savognin, Sur y Tinizong-Rona para constituir la nueva comuna de Surses.

## Lengua
La lengua tradicional del pueblo fue hasta finales del siglo XX el retorromano. En 1880 el 99,1% de la población hablaba esta lengua. Fue a partir de finales del siglo XX que la lengua fue perdiendo importancia: en 1910 una mayoría de 91,43% hablaba romanche, en 1980 88,54%, 82,16% en 1990 y 77,56% actualmente. Estos porcentajes nos indican la forma en que el romanche está desapareciendo en la región, mientras que el alemán la conquista. Actualmente la población de habla alemana representa el 19,51% de la población total.

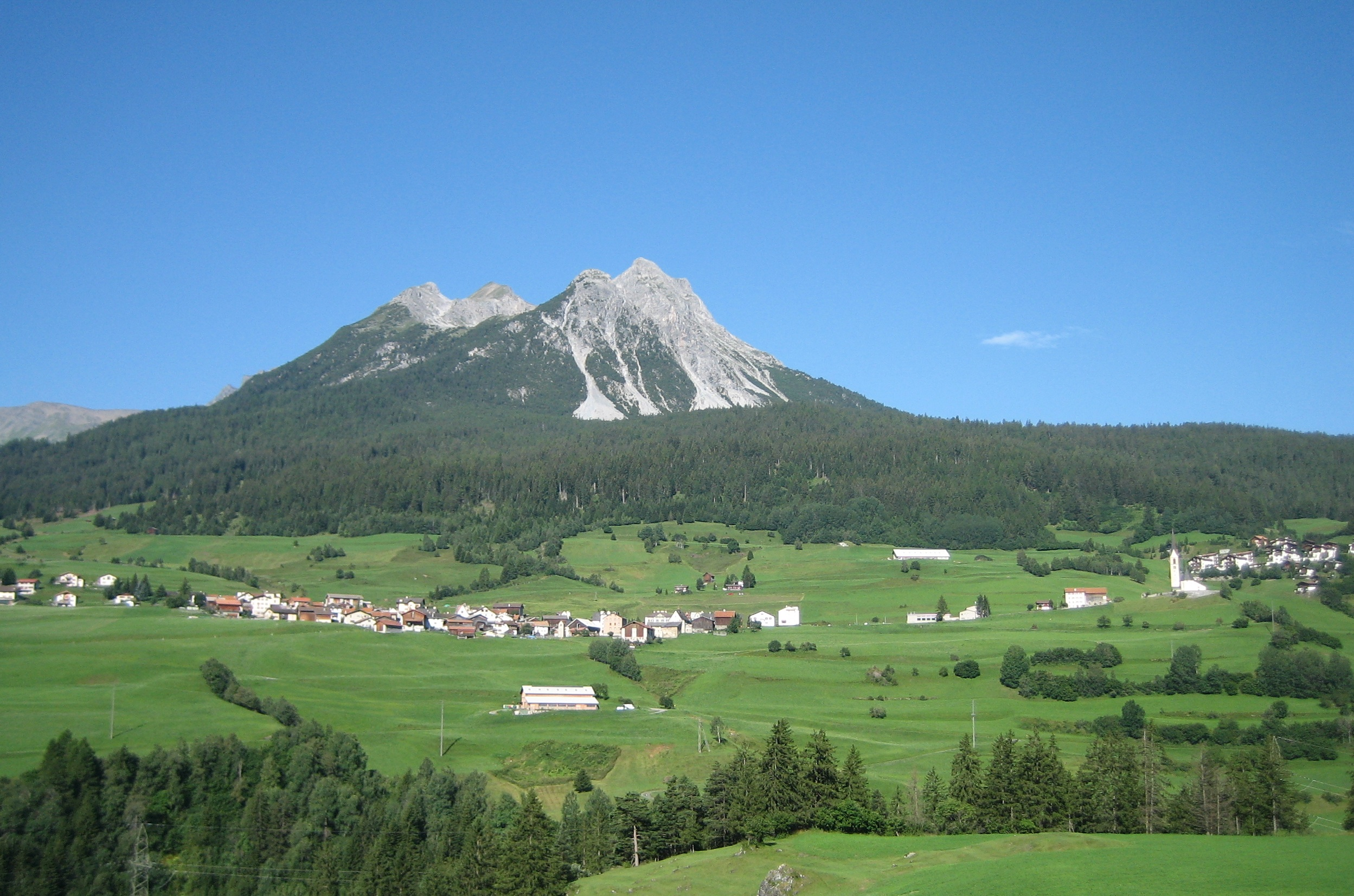
Vista de Salouf.